# Crosita brancuccii
Crosita brancuccii é uma espécie de artrópode pertencente à família Chrysomelidae.